# Condado de San Esteban de Cañongo
El condado de San Esteban Cañongo es un título nobiliario español, creado el 7 de julio de 1816 por el rey Fernando VII, con el vizcondado previo de Casa Valdés, a Agustín José Ramón Valdés y Pedroso, Pedroso y Zayas Bazán, Coronel del Regimiento de Caballería Ligera de La Habana (Cuba), Regidor del Ayuntamiento, Alcalde ordinario y alcalde Mayor Provincial de la Santa Hermandad de esta ciudad; Teniente de Consiliario de la Junta de Hacendados y Caballero, Maestrante de Ronda.

## Condes de San Esteban Cañongo
|                                         | Titular                                           | Periodo                             |
| Creación por Fernando VII de España     | Creación por Fernando VII de España               | Creación por Fernando VII de España |
| --------------------------------------- | ------------------------------------------------- | ----------------------------------- |
| I                                       | Agustín José Ramón Valdés y Pedroso               | 1816-1821                           |
| II                                      | Agustín Martín Valdés y Aróstegui                 | 1821-1875                           |
| III                                     | Manuel de Jesús Valdés y Peñalver                 | 1876-1884                           |
| IV                                      | Francisco Valdés y Veliz                          | 1885-1891                           |
| Rehabilitación por Alfonso XIII en 1907 |                                                   |                                     |
| V                                       | Luis de Pedroso y Madan                           | 1907-1952                           |
| VI                                      | María Dolores de Pedroso y Sturdza                | 1953-1988                           |
| VII                                     | Margarita de Pedroso y Sturdza                    | 1988-1989                           |
| VIII                                    | Diego de Pedroso y Frost                          | 1991-1992                           |
| IX                                      | María de la Luz de Pedroso y Fernández de Córdoba | 1993-2022                           |
| X                                       | Carmen Ceballos de Pedroso                        | 2023-actual                         |

## Historia de los condes de San Esteban Cañongo
- Agustín José Ramón Valdés y Pedroso  (La Habana, Cuba 8 de septiembre de 1760-4 de agosto de 1821)[2], I conde de San Esteban Cañongo,[3] hijo de Agustín Toribio Valdés y Pedroso y María Francisca Pedroso y Zayas-Bazán.

Casó, en La Habana el 10 de abril de 1791, con Luisa Castellón y Berroa (La Habana, 25 de diciembre de 1754 - 12 de diciembre de 1833), —hija de Pedro Castellón y Castellón y de Ana Berroa y Balmaceda—. Sin descendencia. Sucedió su sobrino:
- Agustín Martín Valdés y Aróstegui (La Habana, Cuba 13 de octubre de 1793 – 1 de abril de 1875)[4], II conde de San Esteban Cañongo,[5] hijo de José Vicente Valdés y Pedroso, hermano del primer titular, y Catalina de Aróstegui y Herrera.

1. Casó, en La Habana el 24 de diciembre de 1820, con María Jerónima de los Ríos y Roustán de Estrada —hija de Tollo Mantilla y Anaya y Catalina Roustán de Estrada y Márquez del Toro—.

Casó, en La Habana el 8 de enero de 1834, con María de Jesús de Herrera y Herrera —hija de Gonzalo Herrera y Herrera y María Francisca Herrera y Pedroso—. Sin descendencia. Sucedió su primo:
- Manuel de Jesús Valdés y Peñalver (La Habana, Cuba 25 de enero de 1809 – 9 de agosto de 1884), III conde de San Esteban Cañongo, hijo de José Felipe Valdés y Pedroso, hermano del primer titular, y María de los Dolores Peñalver y Bárreto.

Soltero. Le sucedió el nieto de un hermano del primer dignatario:
- Francisco Justo Valdés y Véliz (La Habana, Cuba 5 de marzo de 1856 - Guanajay, Artemisa, Cuba 11 de noviembre de 1891), IV conde de San Esteban Cañongo, hijo de Francisco Valdés y Herrera y su segunda mujer María Josefa Veliz y Muñoz.

Casó, en Guanajay el 11 de noviembre de 1874, con Aurelia Pórtela y Reyes —hija de Juan Pórtela y Anguéira, y de Leonor Reyes y Trevialiño—.
Sucedió por rehabilitación en 1907:
- Luis de Pedroso y Madan (París (Francia) 7 de enero de 1876 - Tánger (Marruecos), 8 de febrero de 1952), V conde de San Esteban Cañongo, hijo de José Francisco Pedroso y Cárdenas I marqués de San Carlos de Pedroso, y su segunda esposa María de los Dolores Mádan y O'Sullivan.

Casó con María Sturdza y Sturdza-Bârlădeanu, princesa rumana —nieta del Hospodar de Moldavia, Mihai Sturdza Vodă—. Sucedió su hija:
- María Dolores de Pedroso y Sturdza, VI condesa de San Esteban Cañongo,[6]

Sucedió su hermana:
- Margarita de Pedroso y Sturdza, (Bruselas, Bélgica, 1 de marzo de 1911 - Madrid, 17 de enero de 1989)[7], VII condesa de San Esteban Cañongo.[8]

Sucedió su primo-hermano:
- Diego de Pedroso y Frost (Chester, Inglaterra, 10 de julio de 1921 - Madrid, 3 de marzo de 1992), VIII conde de San Esteban Cañongo,[9] hijo de Fernando Pedroso y Mádan —hermano del V titular— y Linda Frost.

Casó, en Madrid el 31 de enero de 1947, con Carmen Fernández de Córdoba y Calleja. Sucedió su hija:
- María de la Luz de Pedroso y Fernández de Córdoba (Madrid, 24 de enero de 1948-Pamplona, 24 de marzo de 2022), IX condesa de San Esteban Cañongo[10]

Casó, en Madrid el 15 de diciembre de 1976, con Luis María Ceballos Sáenz de Cenzano, son sus hijos: Luz Ceballos de Pedroso (Madrid, 16 de diciembre de 1977); Carmen Ceballos de Pedroso (Madrid, 2 de noviembre de 1979); Pedro Ceballos de Pedroso (Madrid, 26 de noviembre de 1980). Le sucedió su hija:
- Carmen Ceballos de Pedroso, X condesa de San Esteban Cañongo.[12]